# (2090) Mizuho
(2090) Mizuho est un astéroïde de la ceinture principale.

## Description
(2090) Mizuho est un astéroïde de la ceinture principale. Il fut découvert le 12 mars 1978 à Yakiimo par Takeshi Urata. Il présente une orbite caractérisée par un demi-grand axe de 3,08 UA, une excentricité de 0,13 et une inclinaison de 11,8° par rapport à l'écliptique.

## Compléments